# Лепельское гетто
Ле́пельское гетто — еврейское гетто, существовавшее с июля 1941 по 28 февраля 1942 года как место принудительного переселения евреев города Лепеля и близлежащих населённых пунктов в процессе преследования и уничтожения евреев во время оккупации территории Белоруссии войсками нацистской Германии в период Второй мировой войны.

## Перед созданием гетто
Согласно результатам Всесоюзной переписи населения, проводившейся в 1939 году, в Лепеле проживало 1919 евреев или 13,92 % от общего числа жителей города.
Утром 3 июля 1941 года, 20-я моторизованная дивизия вермахта оккупировала Лепель. Территория города вошла в состав земель, включенных в тыловую область группы армий «Центр». Оккупация продлилась 3 года — до 28 июня 1944 года.
Бургомистром Лепеля стал бывший преподаватель физкультуры педтехникума Ю. Ц. Неделько, начальником полиции — Войтехович.
Уже в первые дни оккупации гитлеровцы собрали всех евреев в центре города и под страхом смерти принудили отметить свои дома крупными шестиконечными желтыми звездами, а также носить зелёную повязку на левой руке с надписью «Юде». Затем нацисты потребовали нашить и на одежде спереди и сзади шестиконечные звезды жёлтого цвета. В первые же дни оккупации нацисты организовали орган управления — еврейский комитет (юденрат), возглавить который вынудили еврея по фамилии Гордон.

## Создание гетто
Реализуя нацистскую программу уничтожения евреев, немцы создавали гетто почти во всех городах и населённых пунктах Беларуси, где проживало еврейское население. Так и в Лепеле оккупанты организовали гетто в конце июля 1941 года в районе улиц Володарского, Вокзальной (сейчас — Лобанка), Ленинской и Канальной (сейчас — Дзержинского). Евреев выгнали из собственных жилищ, дав на переселение всего 2 часа.
Во время организации гетто в Лепеле нацисты обязали председателя юденрата доставить в изолируемый район евреев из близлежащих населенных пунктов.

## Условия в гетто
В дома гетто нацисты загоняли по 30-40 человек. В этих, часто полуразрушенных, строениях отсутствовали окна, двери и пол. Запрещалось не только выходить на улицу без дела, но даже смотреть в окна. Узникам не разрешали зажигать свет в домах, ходить за водой к колодцу или на речку, а воду гитлеровцы распорядились топить из снега.
Каждый день утром узников водили на работу, при этом издевались над ними, заставляя петь песню из двух слов: «Юде капут». Принудительный труд евреев часто был бесцельным и издевательским. Так, узники чистили отхожие места руками, таскали по 3-4 человека тележки с грузом.
Норма хлеба была мизерной, обитатели гетто голодали и пытались тайно обменивать вещи на продукты питания. Лучшей едой были лепешки, испеченные из картофельных очисток.
При полном отсутствии санитарных условий узникам Лепельского гетто оккупанты запрещали пользоваться медицинской помощью.
Во избежание актов неповиновения нацисты ввели жестокую систему коллективной ответственности, согласно которой в случае отсутствия одного из узников расстреливалась не только его семья, но и все жившие в доме евреи. Оккупанты и полицейские, ради развлечения, стреляли в окна домов гетто, нередко убивая узников.
Комендант города вместе с бургомистром Неделько и начальником полиции Войтеховичем вымогали у евреев золото и драгоценности. Сбор поручали еврейскому комитету, угрожая за невыполнение смертью.
В вечернее и ночное время фашисты врывались в дома евреев, избивали, насиловали женщин, забирали всё, что находили. Грабеж сопровождался словами: «Отдавайте, евреи, все, что есть у вас, вам это не нужно, вас на днях расстреляют». Нередко убивали при этом людей. Так был расстрелян узник Кац, у которого просто нечего было взять.

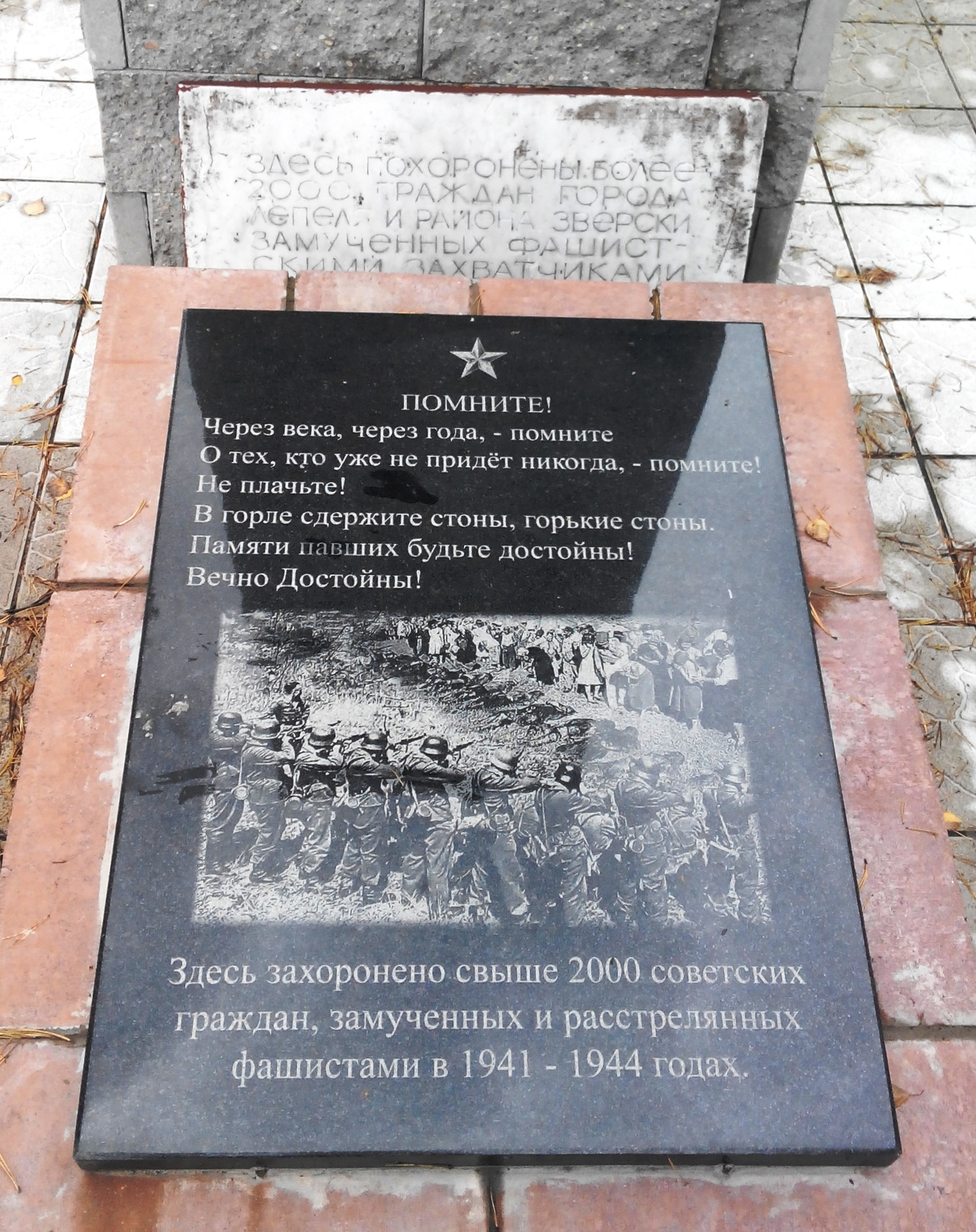
Надпись на памятнике убитым евреям Лепеля

## Уничтожение гетто
На протяжении всего времени существования гетто, узников группами по 15-20 человек постоянно вывозили к заранее подготовленным ямам в городском саду «Динамо», между улицами Советской и Карла Маркса, избивали, заставляли раздеться догола и расстреливали. Всего там были убиты около 1000 евреев.
Утром 28 февраля 1942 года Лепельское гетто было окружено жандармерией, эсэсовцами и полицаями. Евреев в сильный мороз выгоняли раздетыми из домов, заставили забраться в грузовые машины. Многие стали разбегаться, но убегавших расстреливали.
Узников везли за 7 километров от города, где у деревни Черноручье (Лепельский сельсовет) были подготовлены силосные ямы. Палачи заставляли свои жертвы раздеться и сталкивали в яму, где их расстреливали. Женщин и детей закапывали живыми. Всего в этот день были убиты около 1500 (более 2000) человек, из которых примерно 500 были зарыты в ямах для силосования.
Массовые расстрелы евреев (до 1000 человек) в 1942 году гитлеровцы и полицаи провели и на лепельском еврейском кладбище.
В Лепеле для убийства мирного населения были задействованы также и латышские полицаи в составе 17-го латышского полицейского батальона.

## Случаи спасения и «Праведники народов мира»
Известны случаи побегов из гетто. Так, ночью, в феврале 1942 года, бежали две узницы Титарович (мать и дочь). Спаслась во время расстрела 28 февраля Фишкина Р. С., которая затем мстила за родных в партизанском отряде.
Некоторым удалось спастись во время ликвидации гетто. Так, Фейгельман С. К. сумел сбежать с места расстрела, и его спасла семья Гриц.
Ардынович Варвара за спасение Штайльман (Ихильчик) Аллы была удостоена почетного звания «Праведник народов мира» от израильского мемориального института «Яд Вашем» «в знак глубочайшей признательности за помощь, оказанную еврейскому народу в годы Второй мировой войны».

## Память
Памятник на месте расстрела лепельских евреев был установлен в 1967 году без указания национальности жертв.
В 1975 году на могиле убитых 28 февраля 1942 года установлена стела.
Опубликован неполный список жертв геноцида евреев в Лепеле.